# Surkee
Surkee eller Surkeejärvi är en sjö i Finland. Den ligger i kommunen Jyväskylä i landskapet Mellersta Finland, i den södra delen av landet, 220 km norr om huvudstaden Helsingfors. Surkee ligger 135,7 meter över havet. I omgivningarna runt Surkee växer i huvudsak blandskog. Arean är 66,8 hektar och strandlinjen är 5,9 kilometer lång. Sjön  ingår i Kymmene älvs huvudavrinningsområde. 